# Se Guds lamm som lider för oss
Se Guds lamm som lider för oss är en psalm med text skriven 1981 av Britt G. Hallqvist och musik skriven 1981 av Egil Hovland.

## Publicerad i
- Psalmer och Sånger 1987 som nr 512 under rubriken "Kyrkoåret - Fastan"[1]